# Victoria Eugenie de Battenberg
Victoria Eugenie de Battenberg (Victoria Eugenie Julia Ena; 24 octombrie 1887 - 15 aprilie 1969), a fost soția regelui Alfonso al XIII-lea al Spaniei. Ea a fost nepoată a reginei Victoria a Regatului Unit. Fostul rege al Spaniei, Juan Carlos este nepotul ei.

## Biografie
Victoria Eugenie s-a născut la 24 octombrie 1887 la Castelul Balmoral din Scoția, Marea Britanie. Tatăl ei era Prințul Henry de Battenberg, al doilea fiu al Prințului Alexandru de Hesse din căsătoria morganatică cu Contesa Julia von Hauke. Mama ei era Prințesa Beatrice a Regatului Unit, a cincea fiică a reginei Victoria a Regatului Unit și a Prințului Albert de Saxa-Coburg-Gotha.
Deoarece Prințul Henry era produsul unei căsătorii morganatice, el era numit Prinț de Battenberg prin mama sa. Victoria Eugenie a primit acest nume de la bunicile sale și de la nașa sa, împărăteasa Eugenia, văduva fostului împărat Napoleon al III-lea al Franței, care trăia în exil în Marea Britanie. În familie i se spunea Ena.
Victoria Eugenie a crescut în casa reginei Victoria. Monarhul britanic permisese fiicei sale Beatrice să se căsătorească cu condiția ca ea să rămână, să-i țină companie și să devină secretarul său personal. Astfel, Victoria Eugenie și-a petrecut copilăria la Castelul Windsor, Balmoral și la Casa Osborne. Tatăl ei a murit în timp ce efectua serviciul militar după ce a contactat febră în Africa în 1896. După moartea reginei Victoria în 1901, familia Battenberg se mută la Londra, la Palatul Kensington. Victoria îl întâlnește pe Marele Duce Boris Vladimirovici al Rusiei, verișor al țarului Nicolae I al Rusiei. Marele Duce se simte atras de frumoasa prințesă britanică și la următoarea întâlnire în 1905 o cere în căsătorie. Ea a refuzat în ultimul moment.

## Logodna

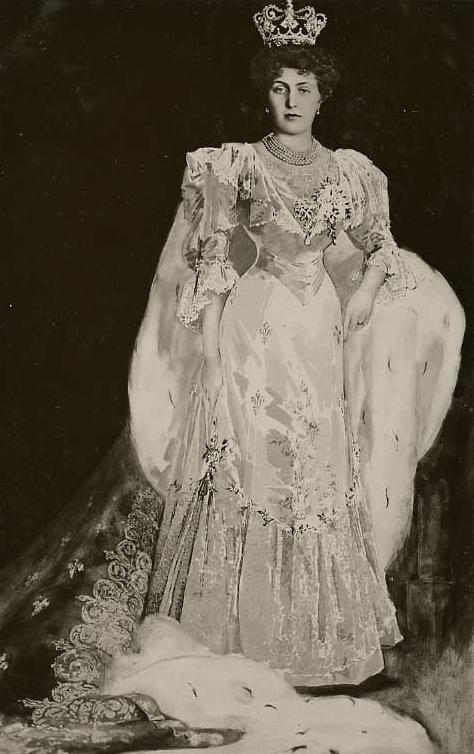
Victoria Eugenie de Battenberg

În 1905 regele Alfonso al XIII-lea al Spaniei a făcut o vizită oficială în Marea Britanie. Unchiul Victoriei, regele Eduard al VII-lea oferă o cină în onoarea regelui spaniol. Toată lumea știa că regele își caută o mireasă iar una din candidate era Prințesa Patricia de Connaught, fiica fratelui regelui Eduard, Prințul Arthur, Duce de Connaught și Strathearn. Victoria Eugenie a intrat în atenția regelui și cum Prințesa Patricia n-a părut impresionată de monarhul spaniol, interesul lui Alfonso față de Victoria a crescut.
Mama lui Alfonso n-a fost încântată de alegerea fiului, în parte din cauza faptului că nu considera familia Battenberg ca fiind regală și în parte deoarece voia ca fiul ei să se căsătorească cu cineva din familia ei, familia Habsburg din Austria. Un alt motiv împotriva căsătoriei era religia prințesei britanice (Alfonso era romano-catolic, Victoria era anglicană). Alt motiv era hemofilia, boala pe care regina Victoria a transmis-o unora dintre descendenții săi. Fratele Eugeniei, Leopold, era hemofil așa că exista o probabilitate de 50% ca Eugenie sa fie purtătoare a bolii, cu toate că în acel moment gradul de risc nu era cunoscut. Cu toate acestea, Alfonso nu s-a descurajat.
După un an de zvonuri în legătură cu care prințesă se va căsători regele Spaniei, în cele din urmă Maria Cristina de Austria  a acceptat dorința fiului ei și în ianuarie 1906 a scris o scrisoare Prințesei Beatrice, mama Victoriei Eugenie, spunându-i despre dragostea lui Alfonso pentru fiica ei și căutând un contact neoficial cu regele Eduard VII. Câteva zile mai târziu, în Windsor, regele Eduard a felicitat-o pe nepoata sa pentru viitoarea logodnă.
Înaintea căsătoriei din mai 1906 Ena a fost numită Alteță Regală Prințesa Victoria Eugenie de Battenberg. 

## Regină a Spaniei

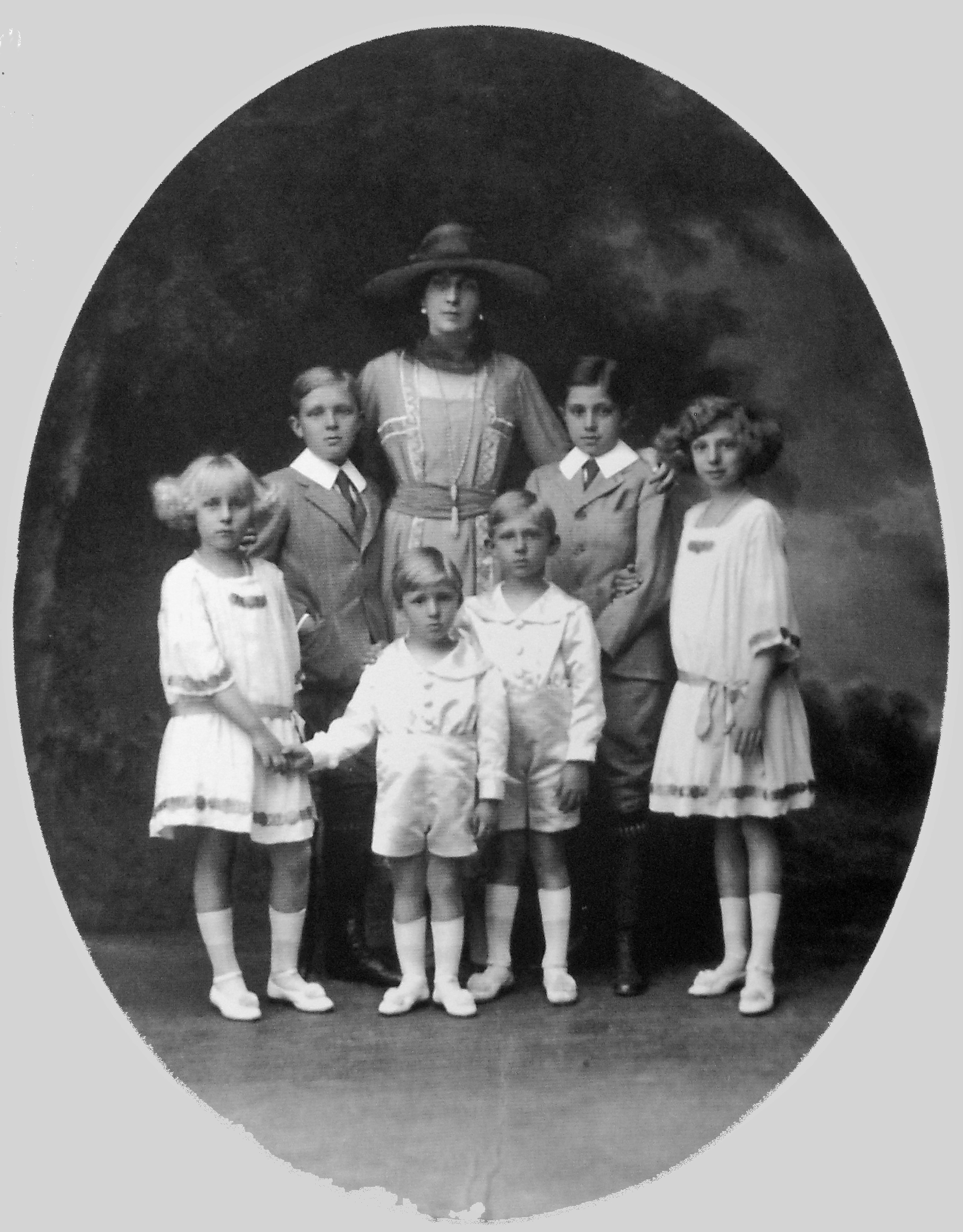
Regina împreună cu copiii săi

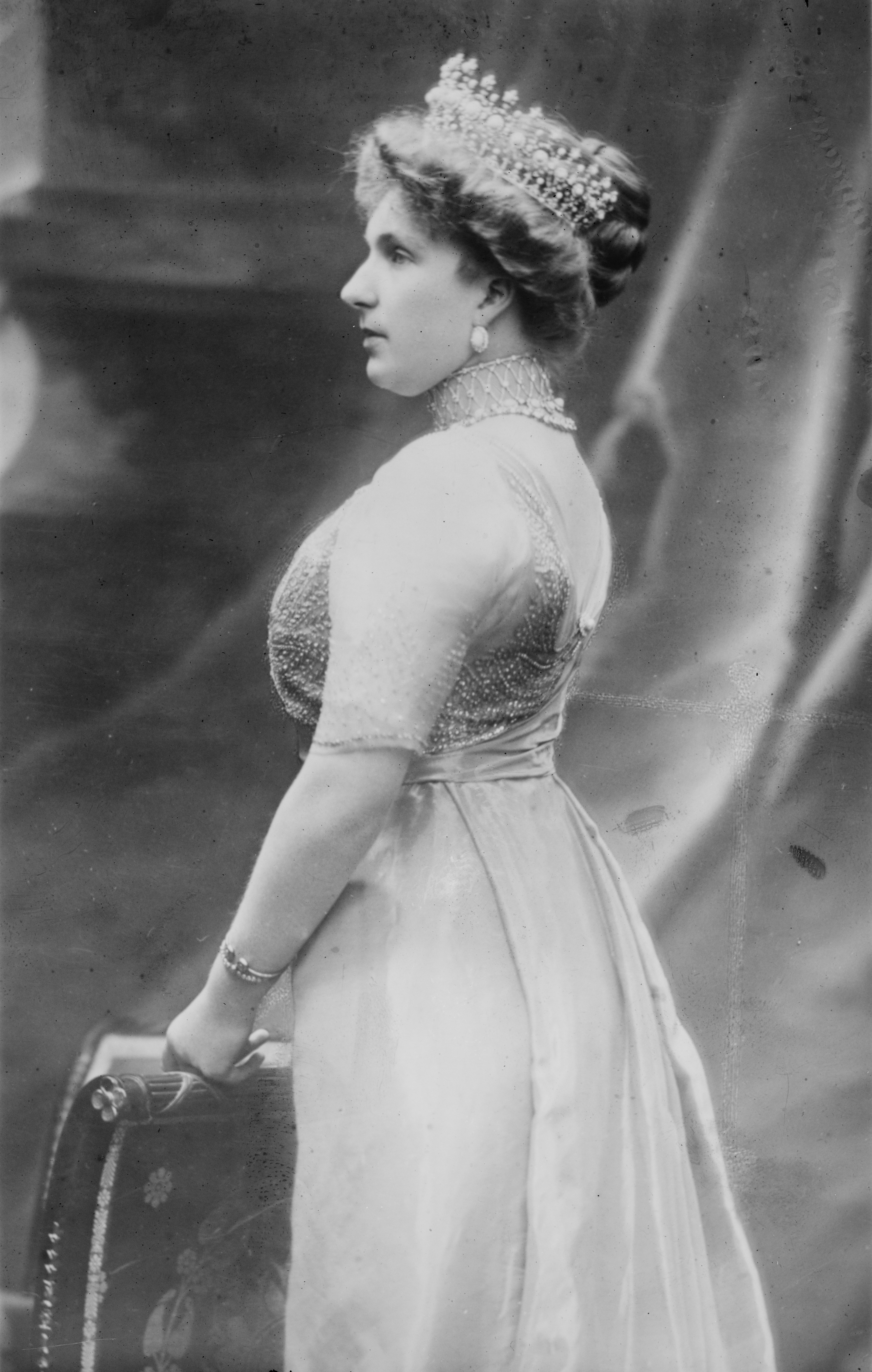
Regina Victoria Eugenie, 1915

Victoria Eugenie s-a căsătorit cu regele Alfonso la Mânăstirea Regală San Geronimo din Madrid la 31 mai 1906. După ceremonie, procesiunea regală a ajuns la Palatul Regală unde a avut loc o tentativă de asasinat. Anarhistul Mateu Morral a aruncat o bombă de la balcon în transportul regal. Rochia reginei a fost pătată de sângele unui paznic.
După acest început de rău augur ca regină a Spaniei, Ena a fost izolată de spanioli și a fost nepopulară în noua ei țară. Căsnicia ei s-a îmbunătățit după nașterea unui fiu, moștenitor al regatului, Infantele Alfonso, Prinț de Asturia. S-a dovedit că Prințul era hemofil. Contrar împăratului Nicolae al II-lea al Rusiei al cărei fiu și moștenitor, un alt strănepot al reginei Victoria era similar afectat, Alfonso n-a iertat-o niciodată pe Ena de ceea ce s-a întâmplat. În total, regele Alfonso al XIII-lea și regina Victoria Eugenia au avut șapte copii, cinci fii și două fiice. Nici una dintre fiice nu a fost purtătoare de hemofilie.
După nașterea copiilor, relația cu Alfonso s-a deteriorat iar el a avut numeroase aventuri. S-a spus că el a avut un flirt cu verișoara Enei, Prințesa Beatrice de Saxa-Coburg-Gotha, însă acest lucru n-a fost adevărat. Ena s-a consacrat muncii caritabile. De asemenea s-a implicat în reorganizarea Crucii Roșii Spaniole. În 1923, Papa Pius al XI-lea i-a conferit "Trandafirul Galben", care a fost acordat pentru prima oară unei prințese de origine engleză din 1555 când Papa Iulius al III-lea l-a conferit reginei Maria I a Angliei.